# Jan Wojciech Kiwerski

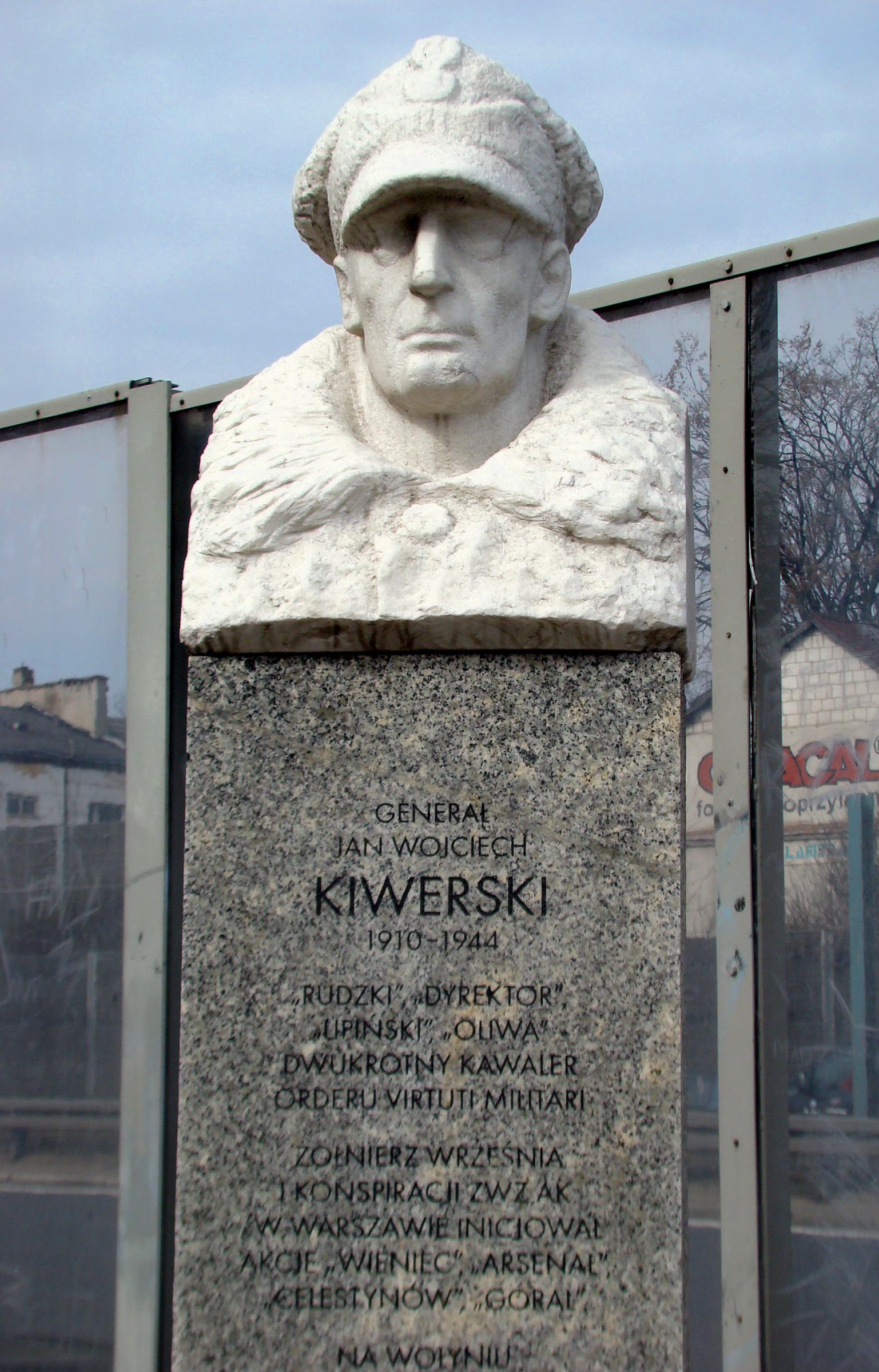
Popiersie ppłk „Oliwy” na skwerze Wołyńskim

Jan Wojciech Kiwerski ps. „Oliwa”, „Dyrektor”, „Kalinowski”, „Lipiński”, „Rudzki”, „Ziomek” (ur. 23 maja 1910 w Krakowie, zm. 18 kwietnia 1944 w chutorze Dobry Kraj na Wołyniu) – podpułkownik dyplomowany saperów Wojska Polskiego.

## Życiorys
Jan Wojciech Kiwerski urodził się 23 maja 1910 roku w Krakowie w rodzinie Władysława, lekarza, i Marii Jadwigi z Rogalskich. Gdy miał 9 lat, umarł mu ojciec, a pięć lat później – matka. Od 1921 roku uczył się w Gimnazjum im. Stanisława Staszica w Lublinie, a po śmierci rodziców w 14 roku życia, we wrześniu 1923 roku, został przyjęty do Korpusu Kadetów Nr 2 w Chełmnie. W czerwcu 1928 roku otrzymał maturę z wyróżnieniem i jako jeden z najlepszych absolwentów skorzystał z prawa wyboru broni, obierając sobie dalszą służbę w saperach.
W czerwcu 1928 roku wstąpił do Szkoły Podchorążych Inżynierii w Warszawie. 15 sierpnia 1931 roku Prezydent RP mianował go podporucznikiem ze starszeństwem z dniem 15 sierpnia 1930 roku i 6. lokatą w korpusie oficerów inżynierii i saperów, a minister spraw wojskowych wcielił do 3 batalionu saperów w Wilnie na stanowisko dowódcy plutonu w 3. kompanii saperów. 12 marca 1933 został awansowany na porucznika ze starszeństwem z dniem 1 stycznia 1933 i 16. lokatą w korpusie oficerów inżynierii i saperów. W listopadzie 1934 roku został przeniesiony do batalionu mostowego w Kazuniu na stanowisko dowódcy plutonu. W lipcu 1937 roku został powołany do Wyższej Szkoły Wojennej. 19 marca 1939 r. awansował na kapitana. Studia ukończył 18 sierpnia 1939 r. (XVIII promocja), uzyskując tytuł oficera dyplomowanego.
20 sierpnia 1939 r. wyjechał do Grodna, gdzie objął stanowisko oficera operacyjnego sztabu 33 Dywizji Piechoty (rezerwowej), a następnie w Grupie Operacyjnej „Polesie”. Po kapitulacji pod Kockiem (5 października) gen. Kleeberg pozwolił odejść z pola walki tym żołnierzom, którzy nie chcieli iść do niewoli. Jan Kiwerski skorzystał z tego pozwolenia. Do Warszawy dotarł w listopadzie 1939 roku. Od grudnia tego roku lub stycznia roku 1940 wszedł do tzw. sztabu dywersji SZP, stworzonego i kierowanego przez majora F. Niepokólczyckiego. Od 1942 roku był dowódcą Oddziałów Dyspozycyjnych, potem Oddziałów „Motor” – „Sztuka” Kedywu Komendy Głównej AK, używając pseudonimów: „Ziomek”, „Rudzki”, „Kalinowski”, „Lipiński”, później „Dyrektor”. W listopadzie 1942 roku awansowany do stopnia majora. Często osobiście dowodził zespołami żołnierzy w akcjach dywersyjnych.
W grudniu 1943 roku mjr „Oliwa” otrzymał nominację na stanowisko szefa sztabu Okręgu Wołyń. Udał się więc na Wołyń, aby zorientować się w panującej tam sytuacji. W dniu 2 lutego 1944 r. „Oliwa” wyjechał ponownie do Kowla, a 5 lutego 1944 r. dotarł do kwatery dowodzenia płk. „Lubonia”. W myśl przywiezionych przez „Oliwę” rozkazów płk „Luboń” udał się do Warszawy na nowe stanowisko, zaś mjr dypl. „Oliwa” przejął dowództwo Okręgu Wołyń. 18 lutego 1944 r. objął dowództwo powstałej z sił Okręgu 27 Wołyńskiej Dywizji Piechoty AK.
Na Wołyniu mjr dypl. „Oliwa” dał się poznać jako wartościowy dowódca, wykorzystywał umiejętności i doświadczenie. Rozpoznał oddziały dywizji i ich możliwości bojowe, wniósł nowe wartości w zakresie szkolenia żołnierzy. Był szanowany i lubiany jako stanowczy, postępujący rzetelnie dowódca.
Jan Wojciech Kiwerski poległ tragicznie 18 kwietnia 1944 r. (w południe) w rejonie chutoru Dobry Kraj (dawna gmina Korytnica) w okolicznościach do dziś nie w pełni wyjaśnionych. Chata, w której przebywał Jan Wojciech Kiwerski została ostrzelana, a następnie zapłonęła. W czasie próby ucieczki „Oliwa” został zastrzelony. Rozpoczęła się walka żołnierzy AK z napastnikami, w wyniku której zginęło pięciu wrogich żołnierzy. Zabici żołnierze byli ubrani w elementy mundurów niemieckich, sowieckich oraz cywilne ubrania, co wskazywałoby na ich przynależność do formacji partyzanckiej. Najbardziej prawdopodobne hipotezy dotyczące tego wydarzenia wskazują na celowe zabicie „Oliwy” przez Sowietów, którzy chcieli się pozbyć polskiego dowódcy (podobnie jak w przypadku podporucznika Jana Rerutko ps. Drzazga) albo przypadkowe zabicie ppłk. dypl. Kiwerskiego przez partyzantów ukraińskich walczących dla Sowietów, którzy przez kolor munduru mogli uznać polskiego dowódcę za żołnierza węgierskiego. Pochowany został w rejonie gajówki Stężarycze, w lasach mosurskich na Wołyniu.
We wrześniu 1989 roku jego zwłoki ekshumowano i umieszczono tymczasowo w Kościele Garnizonowym w Warszawie. 21 kwietnia 1990 r. zostały uroczyście złożone na cmentarzu Wojskowym na Powązkach w Warszawie w Kwaterze harcerskiego batalionu AK „Zośka” (kwatera A24-12-14). Wraz z nim pochowano dwóch żołnierzy poległych podczas odbijania jego zwłok.
20 kwietnia 1990 r. Prezydent RP mianował go pośmiertnie na stopień generała brygady.
Z małżeństwa z Izabelą z domu Dorożyńską pozostawił córkę Barbarę.

## Awanse
- podporucznik – 15 sierpnia 1931
- porucznik – 12 marca 1933
- kapitan – 19 marca 1939[1]
- major – 12 listopada 1942[8]
- podpułkownik – 12 kwietnia 1944[8]
- generał brygady – 20 kwietnia 1990 (pośmiertnie)

## Ordery i odznaczenia
- Krzyż Złoty Orderu Wojskowego Virtuti Militari nr 44[9]– 1 lipca 1944 (pośmiertnie)
- Krzyż Srebrny Orderu Wojskowego Virtuti Militari – 1943
- dwukrotnie Krzyż Walecznych[10]

## Upamiętnienia
Obecnie w Lublinie na osiedlu Kalinowszczyzna znajduje się ulica imienia Wojciecha Kiwerskiego. Również w Krakowie na osiedlu Azory znajduje się ulica imienia Wojciecha Kiwerskiego. W kościele im. św. Jadwigi Królowej w Krakowie w Panteonie Narodowym Żołnierzy Armii Krajowej Polskich Kresów Wschodnich znajduje się tablica poświęcona jego pamięci.
W miejscowości Skrobów-Kolonia znajduje się Gimnazjum im. gen. bryg. Jana Kiwerskiego ps. „Oliwa”. Uroczystość nadania imienia odbyła się w 2014 roku.
Popiersie generała znajduje się przy pomniku 27 Wołyńskiej Dywizji Piechoty AK w Warszawie na skwerze Wołyńskim.
18 września 1998 roku minister spraw wewnętrznych Janusz Tomaszewski nadał Strażnicy Straży Granicznej w Skryhiczynie imię „gen. Jana Wojciecha Kiwerskiego”. W strażnicy urządzono Izbę Pamięci i wystawę poświęconą˛ gen. „Oliwie” autorstwa Zbigniewa Starzyńskiego.